# Nepaloserica helambuensis
Nepaloserica helambuensis är en skalbaggsart som beskrevs av Ahrens och Guido Sabatinelli 1996. Nepaloserica helambuensis ingår i släktet Nepaloserica och familjen Melolonthidae. Inga underarter finns listade i Catalogue of Life.